# L'altro figlio
L'altro figlio è una commedia di Luigi Pirandello tratta dall' omonima novella del 1905. Non si conosce la data della composizione del dramma, che fu rappresentato al Teatro Nazionale di Roma il 23 novembre del 1923 ad opera della Compagnia Raffaello e Garibalda Niccòli.

## Trama
Maragrazia, umile donna del popolo di un paese siciliano, vedova e ridotta a mendicare, soffre perché non riceve notizie dei due figli emigrati in America e ormai dimentichi, per la ricchezza raggiunta, della loro stessa madre. La donna, che è analfabeta, si reca ogni giorno a vedere i giovani che partono per nave verso l'America e consegna loro le lettere che si fa scrivere dall'amica Ninfarosa, lettere nelle quali giura ai figli di essere disposta a donar loro lo stesso casale di poco valore dove lei abita, purché essi tornino; ma i figli non le rispondono e le persone iniziano a provare fastidio nei confronti della donna: la stessa Ninfarosa la scaccia dicendo di aver sempre fatto finta di scrivere le lettere da lei dettate. Maragrazia si rivolge perciò a un giovane medico, perché la aiuti con le lettere.
Nello stesso paese vive Rocco Trupìa, terzo figlio della donna, un uomo buono, con una bella famiglia e una bella casa. Egli vorrebbe prendersi cura di lei, ma Maragrazia rifiuta il suo aiuto perché non lo considera veramente suo figlio. Incuriosito da questa faccenda il medico chiede alla donna perché non accolga l'invito di Rocco, e Maragrazia gli racconta la sua storia disgraziata. 
In seguito alla venuta di Garibaldi in Sicilia era stato messo in libertà un terribile brigante di nome Cola Camizzi, il quale aveva cercato di reclutare il marito di Maragrazia tra i suoi scagnozzi; questi, dopo esser riuscito a fuggire una prima volta, era stato nuovamente catturato da Cola che per punirlo lo aveva decapitato assieme ad altri fuggitivi. Quando Maragrazia era andata al covo di Cola Camizzi per cercare suo marito aveva visto i briganti giocare a bocce con le teste delle loro vittime e lo stesso Cola, alle sue urla disperate, l'aveva aggredita; un brigante di nome Marco Trupìa era corso in suo aiuto e, assieme ad altri ladroni stanchi della tirannia dell'uomo, lo aveva ucciso compiendo la vendetta della donna. In cambio però l'uomo l'aveva rapita e tenuta come sua schiava per tre mesi, sino a quando era stato catturato e imprigionato. Una volta libera Maragrazia si era scoperta incinta ad opera di Marco Trupia, e aveva tentato inutilmente di abortire. La madre della donna aveva poi provveduto ad affidare il neonato alla famiglia del brigante.
Maragrazia si rende conto che questo figlio non voluto meriterebbe l'affetto che lei riserva ai figli lontani, arricchitisi con attività criminali e ingrati nei suoi confronti; tuttavia ella sente di non poter nemmeno considerare Rocco figlio suo, perché il giovane somiglia troppo a suo padre e ogni volta che lei lo vede «il sangue si ribella». A Maragrazia non resta dunque che continuare a scrivere lettere ai suoi figli lontani, nell'ingenua speranza che prima o poi tornino da lei.